# Betelkyrkan, Malmö

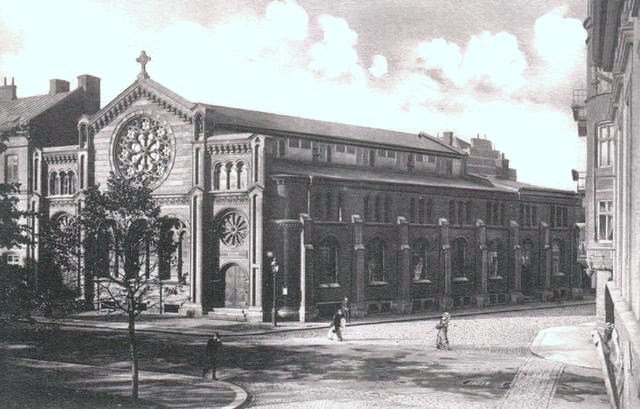
Betelkyrkan i Malmö

Betelkyrkan var en frikyrka i Malmö tillhörig Svenska Missionsförbundet.
Betelkyrkan, som tillkom på initiativ av främst Rudolf Fredrik Berg, var belägen i stadsdelen Lugnet.
Betelförsamlingen, eller som den först kallades, Evangeliska Missionsföreningen, bildades i Malmö den 16 maj 1885. Bildandet föregicks av en schism inom Evangeliska Lutherska Missionssällskapet. Nelly Hall hade under en tid predikat i denna församling i Malmö men protester uppkom då hon var kvinna vilket enligt många inte var förenligt med predikoutövande. Industrimannen Rudolf Fredrik Berg, som var aktiv i föreningen, ville medla, men vid omröstning föll hans förslag. Han och 120 andra medlemmar ur Missionsföreningen bröt sig då ut och bildade den nya församlingen med predikanten P.E. Dalqvist som föreståndare. 
Den 13 mars 1886 inköpte några medlemmar en tomt vid Kaptensgatan i Malmö och bildade ”A.B. Betel” vilket företag uppförde en kyrka på tomten. Ordförande i aktiebolaget var Rudolf Fredrik Berg. Grundstenen lades den 30 juli 1886 i samband med ett stort bönemöte på platsen klockan 5 på morgonen. Kyrkan uppfördes i nyromansk stil efter ritningar av arkitekten John Smedberg och invigdes den 30 januari 1887.  Den revs 1975 efter att församlingen hade flyttat sin verksamhet till den då nybyggda Stadionkyrkan.
Den 31 mars 1974 TV-sändes en gudstjänst från Betelkyrkan i Malmö på TV1. Pastor var Torsten Orehag och i övrigt medverkade också musikkåren, SMU-kåren och stora kören.